# Rigaud, Alpes-Maritimes
Rigaud är en kommun i departementet Alpes-Maritimes i regionen Provence-Alpes-Côte d'Azur i sydöstra Frankrike. Kommunen ligger  i kantonen Puget-Théniers som ligger i arrondissementet Nice. År 2022 hade Rigaud 167 invånare.

## Befolkningsutveckling
Antalet invånare i kommunen Rigaud
Referens: INSEE